# Відношення еквівалентності
Відно́шення еквівале́нтності ({\displaystyle \sim }) на множині {\displaystyle X} — це бінарне відношення для якого виконуються наступні умови:
1. Рефлексивність: {\displaystyle \,a\sim a} для будь-якого {\displaystyle a} в {\displaystyle X},
2. Симетричність: якщо {\displaystyle \,a\sim b}, то {\displaystyle \,b\sim a},
3. Транзитивність: якщо {\displaystyle \,a\sim b} та {\displaystyle \,b\sim c}, то {\displaystyle \,a\sim c}.

Запис вигляду «{\displaystyle \,a\sim b}» читається як «{\displaystyle a} еквівалентно {\displaystyle b}».
Наслідком властивостей рефлексивності, симетричності і транзитивності є те, що будь-яке відношення еквівалентності забезпечує розбиття будь-якої базової множини на непересічні класи еквівалентності. Два елементи даної множини еквівалентні між собою тоді і тільки тоді, коли вони належать одному класу еквівалентності.

## Позначення
В літературі можуть застосовуватися різні символи для позначення двох елементів a і b із множини що є еквівалентними відповідно до відношення еквівалентності R; найбільш загальними позначеннями є "a ~ b" і "a ≡ b", які використовують коли R є неявною, і варіації позначень "a ~R b", "a ≡R b", або "aRb", які вказують R явним чином. Нееквівалентність може записуватися як "a ≁ b" або "{\displaystyle a\not \equiv b}".

## Пов'язані визначення
- Класом еквівалентності {\displaystyle C(a)} елемента {\displaystyle a} називається підмножина елементів, еквівалентних {\displaystyle a}. З зазначеного визначення випливає що, якщо {\displaystyle b\in C(a)}, то {\displaystyle C(a)=C(b)}.

Множина всіх класів еквівалентності позначається {\displaystyle X/{\sim }}.
- Для класу еквівалентності елемента {\displaystyle a} використовується наступне позначення: {\displaystyle [a]}, {\displaystyle a/{\sim }}, {\displaystyle {\overline {a}}}.
- Множина класів еквівалентності по відношенню {\displaystyle \sim } є розбиттям множини.

## Приклади відношень еквівалентності
- Найбільш наочний приклад відношення еквівалентності — поділ учнів школи на класи.
- Відношення рівності («{\displaystyle \;=}») тривіальне відношення еквівалентності на довільній множині, зокрема на множині дійсних чисел.
- Порівняння по модулю, («а ≡ b (mod n)»).
- В Евклідовій геометрії
  - Відношення конгруентності («{\displaystyle \cong }»).
  - Відношення подібності («{\displaystyle \ \sim }»).
  - Відношення паралельності прямих («{\displaystyle \|}»).
- Відношення рівнопотужності множин є відношенням еквівалентності.
- Еквівалентність функцій в математичному аналізі:
кажуть що функція {\displaystyle \,f(x)} еквівалентна функції {\displaystyle \,g(x)} при {\displaystyle \,x\rightarrow x_{0}}, якщо вона може бути представлена у вигляді: {\displaystyle \,f(x)=\alpha (x)g(x),} де {\displaystyle \,\alpha (x)\rightarrow 1,} при {\displaystyle \,x\rightarrow x_{0}}. В даному випадку пишуть {\displaystyle \,f(x)\sim g(x)}, при {\displaystyle \,x\rightarrow x_{0}}. Якщо {\displaystyle \,g(x)\neq 0,} при {\displaystyle \,x\neq x_{0}}, еквівалентність функції {\displaystyle \,f(x)} та {\displaystyle \,g(x),} при {\displaystyle \,x\rightarrow x_{0}}, очевидно, рівносильна відношенню {\displaystyle \lim _{x\rightarrow x_{0}}{\frac {f(x)}{g(x)}}=1}.
- Еквівалентність категорій

## Факторизація відображень
Множина класів еквівалентності, яка відповідає відношенню еквівалентності {\displaystyle \sim }, позначається символом {\displaystyle X/{\sim }} і називається фактор-множиною відносно {\displaystyle \sim }.
При цьому сюр'єктивне відображення
{\displaystyle p\colon x\mapsto C_{x}}
називається дійсним відображенням (чи канонічною проєкцією) {\displaystyle X} на фактор-множину {\displaystyle X/{\sim }}.
Нехай {\displaystyle X}, {\displaystyle Y} — множини, {\displaystyle f\colon X\to Y} — відображення, тоді бінарне відношення {\displaystyle x\,{R_{f}}\,y} визначене правилом
{\displaystyle x\mathop {R_{f}} y\iff f(x)=f(y),\quad x,y\in X}
є відношенням еквівалентності на {\displaystyle X}.
При цьому відображення утворює відображення {\displaystyle {\overline {f}}\colon X/R_{f}\to Y}, яке визначається правилом
{\displaystyle {\overline {f}}(C_{x})=f(x)}
чи
{\displaystyle ({\overline {f}}\circ p)(x)=f(x)}.
При цьому отримується факторизація відображення {\displaystyle f} на сюр'єктивне відображення {\displaystyle p} та ін'ективне відображення {\displaystyle {\overline {f}}}.
Факторизація відображень широко використовується в гуманітарних науках та в тих галузях техніки де немає можливостей використовувати числові значення. Вона дозволяє уникати формул там, де їх неможливо використати. Наведемо загально відомий всім приклад:
Розклад уроків в школі — є типовий приклад факторизації. В даному випадку {\displaystyle X} — множина всіх учнів школи, {\displaystyle Y} — множина всіх предметів, упорядкованих по днях тижня та часом їх проведення. Класами еквівалентності є класи (групи учнів). Відображення {\displaystyle f} — розклад уроків записаних у щоденники учнів. Відображення {\displaystyle {\overline {f}}} — розклад уроків по класам, який вивішують у вестибюлі школи. Там же і вивішується відображення {\displaystyle p} — списки класів. Цей простий приклад наочно демонструє практичні вигоди факторизації: неможливо собі уявити розклад занять як таблицю в якій занесені всі учні школи в особистому порядку. Факторизація дозволила зобразити потрібну учням інформацію у зручному для використання вигляді в ситуації коли формули застосовувати неможливо.
На цьому переваги факторизації не закінчується. Вона дала можливість розділити роботу між людьми: завуч складає розклад, а учні записують його у щоденники. Аналогічно факторизація дозволила розділити роботу медика, який ставить діагноз та виписує рецепт, і фармацевта який еквівалентно рецепту підбирає ліки. Апофеозом факторизації є конвеєр, де реалізоване максимальне розбиття праці за рахунок стандартизації деталей.
Факторизація дозволила забезпечити модульність сучасної техніки. Наприклад, можна замінити телефон але залишити сім-карту і карту пам'яті зі старого телефону, або поміняти оперативну пам'ять в комп'ютері більше нічого не чіпаючи. Все це гнучкість і модульність в основі яких лежить факторизація.

## Фактор-множина та класи еквівалентності
Сукупність множин {Bi|i∈I} називається розбиттям множини A, якщо Bi=A і Bi∩Bj = ∅ для i≠j. Множини Bi, i∈I є підмножинами множини A і називаються класами, суміжними класами, блоками або елементами розбиття. Очевидно, що кожний елемент a∈A належить одній і тільки одній множині Bi, i∈I.
Нехай тепер на множині M задано відношення еквівалентності R. Виконаємо таку побудову. Виберемо деякий елемент a∈M і утворимо підмножину SaR = {x| x∈M і aRx}, яка складається з усіх елементів множини M, еквівалентних елементу a. Візьмемо другий елемент b∈M такий, що b∉SaR і утворимо множину SbR = {x | x∈M і bRx } з елементів еквівалентних b і т. д. Таким чином одержимо сукупність множин (можливо, нескінченну) {SaR, SbR,…}.
Побудована сукупність множин { SiR | i∈I} є фактор-множиною множини M за еквівалентністю R і позначається M/R.
Очевидно, що будь-які два елементи з одного класу SiR еквівалентні між собою, в той час як будь-які два елементи з різних класів фактор-множини M/R нееквівалентні.
Класи SiR називають класами еквівалентності за відношенням R. Клас еквівалентності, який містить елемент a∈M часто позначають через [a]R.